# Kirstie van Haaften
Kirstie van Haaften (* 21. Januar 1999) ist eine niederländische Radsportlerin, die Rennen auf Bahn und Straße bestreitet.

## Sportlicher Werdegang
Kirstie van Haaften stammt aus einer Radsportfamilie. Sowohl ihr Vater wie auch ihr älterer Bruder fuhren Rennen, so dass sie ihnen nacheifern wollte. Um sich auf den Radsport zu konzentrieren, gab sie ihre anderen sportlichen Hobbys – Tanzen, Korfball und Tennis – auf. Ihr Vater sagte ihr: „Für den Radsport musst Du viel aufgeben, um wenig zurück zu bekommen.“
Seit 2016 ist van Haaften im internationalen Radsport aktiv. 2016 sowie 2017 errang sie bei Junioren-Bahneuropameisterschaften mit dem niederländischen Vierer der Juniorinnen Silber. Ebenfalls 2016 gehörte sie zu dem Team, das bei der Healthy Ageing Tour das Mannschaftszeitfahren der Juniorinnen für sich entschied.
2018 wurde van Haaaften U23-Europameisterin im Scratch sowie nationale Meisterin im Omnium, im Jahr darauf mit Mylène de Zoete, Amber van der Hulst und Bente van Teeseling niederländische Meisterin in der Mannschaftsverfolgung.

## Erfolge

### Bahn
2016
- Junioren-Europameisterschaft – Mannschaftsverfolgung (mit Bente van Teeseling, Amber van der Hulst und Marit Raaijmakers)

2017
- Junioren-Europameisterschaft – Mannschaftsverfolgung (mit Mylène de Zoete, Amber van der Hulst und Marit Raaijmakers)

2018
- U23-Europameisterin – Scratch
- Niederländische Meisterin – Omnium

2019
- Niederländische Meisterin – Mannschaftsverfolgung (mit Mylène de Zoete, Amber van der Hulst und Bente van Teeseling)

### Straße
2016
- Mannschaftszeitfahren – Healthy Ageing Tour (Juniorinnen)

2022
- Bergwertung Holland Ladies Tour